# In Ghar
In Ghar est une commune de la wilaya d'In Salah créée en 2019 (auparavant elle faisait partie de la wilaya de Tamanrasset) en Algérie.

## Géographie
In Ghar se trouve sur la route nationale 52 à 55 km à l'ouest de la ville d'In Salah, chef-lieu de la daïra et 85 km à l'est d'Aoulef, ainsi qu'à 590 km (700 km par la route) au nord-ouest de Tamanrasset. La ville principale se trouve à environ 300 mètres d'altitude.
En 2008, 11 225 habitants sont recensés dans la commune, ce qui, avec ses 28 969 km2, représente seulement 0,387 habitants au kilomètre carré. Ils habitent essentiellement le centre urbain.

## Histoire
Une révolte contre l'occupation française a été dirigée par les Touaregs durant l'année 1899-1900 pour arrêter l'avancée des troupes françaises dans le Sahara, mais c'est soldé par un échec et beaucoup de rescapés ont été faits prisonniers . 

## Infrastructures

### Éducation
La commune d'In Ghar a un lycée qui possède cependant un problème récurrent d'affectation de professeurs. 

### Transport aérien
In Ghar est accessible par l'aéroport d'In Salah situé à 70 km à l'est.